# Chli Aubrig
Chli Aubrig är en bergstopp i Schweiz.   Den ligger i distriktet Bezirk March och kantonen Schwyz, i den centrala delen av landet, 110 km öster om huvudstaden Bern. Toppen på Chli Aubrig är 1 642 meter över havet, eller 206 meter över den omgivande terrängen. Bredden vid basen är 1,7 km.
Terrängen runt Chli Aubrig är bergig österut, men västerut är den kuperad. Runt Chli Aubrig är det glesbefolkat, med 18 invånare per kvadratkilometer.. Närmaste större samhälle är Rapperswil, 13,5 km norr om Chli Aubrig. 
I omgivningarna runt Chli Aubrig växer i huvudsak blandskog.